# N-methylformamide
N-methylformamide of NMF is een organische verbinding met als brutoformule C2H5NO. De stof komt voor als een kleurloze en bijna reukloze, viskeuze vloeistof, die goed oplosbaar is in water.

## Synthese
N-methylformamide kan worden bereid uit een reactie van methylamine en methylformiaat:
{\displaystyle \mathrm {CH_{3}NH_{2}\ +\ C_{2}H_{4}O_{2}\longrightarrow \ C_{2}H_{5}NO\ +\ CH_{4}O} }

## Toepassingen
N-methylformamide wordt vooral gebruikt in de organische chemie als oplosmiddel, aangezien het een hoge polariteit bezit. Het is ook een ligand in de coördinatiechemie en een tussenproduct in de productie van sommige geneesmiddelen.

## Toxicologie en veiligheid
De stof ontleedt bij verhitting of bij verbranding, met vorming van stikstofoxiden. Ze reageert met sterk oxiderende stoffen en tast kunststof en rubber aan.
De stof is irriterend voor de ogen. N-methylformamide kan effecten hebben op de lever, met als gevolg een verstoorde werking.